# Ербвил
Ербвил (фр. Herbeville) насеље је и општина у Француској у региону Париски регион, у департману Ивлен која припада префектури Мант ла Жоли.
По подацима из 2011. године у општини је живело 265 становника, а густина насељености је износила 41,41 становника/km². Општина се простире на површини од 6,40 km². Налази се на средњој надморској висини од 137 метара (максималној 185 m, а минималној 54 m).

## Демографија
| 1962. | 1968. | 1975. | 1982. | 1990. | 2011. |
| ----- | ----- | ----- | ----- | ----- | ----- |
| 141   | 151   | 201   | 204   | 325   | 265   |

График промене броја становника у току последњих година